# ジャクソンビル・ジャガーズ
ジャクソンビル・ジャガーズ（英語: Jacksonville Jaguars、略称: JACまたはJAX）は、アメリカ合衆国フロリダ州ジャクソンビルに本拠地をおくNFLチーム。AFC南地区に所属している（1995年から2001年まではAFC中地区の所属であった）。本拠地とチーム本部は、セントジョンズ川近くのTIAAバンク・フィールドである。

## 概要
1995年にカロライナ・パンサーズと共に加わったエクスパンションチームである。チームのNFL加入2年目となる1996年にいきなりプレーオフ進出を果たし、1998年には当時のAFC中地区で地区優勝を果たした。翌1999年にも連続で地区優勝を果たしたものの、2000年以降は2017年の一度のみである。
2023年シーズンまでにスーパーボウルに出場したことのない4チームのうちの一つである。

## 歴史

### チーム創設まで

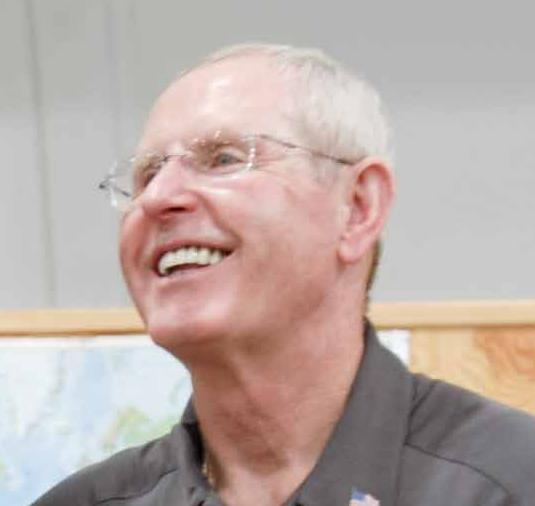
チーム初代ヘッドコーチのトム・コフリン

ジャクソンビルは毎年ゲイターボウルが開催される都市であった。同市のゲイター・ボウル・スタジアムをかつてワールド・フットボール・リーグのジャクソンビル・シャークス/エクスプレス、USFLのジャクソンビル・ブルズが本拠地にしたり、時折NFLのエキシビションゲームが行われてきた。また1967年、1968年にはAFLのオールスターが行われた。これまでにロバート・アーセイオーナーのボルチモア・コルツ、1980年代終わりにはヒューストン・オイラーズを誘致する試みがなされた。
1992年、NFLは1976年以来となるエクスパンションチームを2チーム加えることを発表した。この時シャーロット、セントルイス、ボルチモア、メンフィス、ジャクソンビルの5都市が立候補した。当初シャーロットとセントルイスが有力しされ、続いてボルチモア、NFLチームがかつて存在したことのないメンフィスは厳しく、ジャクソンビルは最も選ばれる可能性が低いと見られていた。すでにフロリダ州にはマイアミ・ドルフィンズ、タンパベイ・バッカニアーズと2チームがありいずれも車で4時間ほどの距離にあった。またカレッジフットボールのフロリダ州立大学、フロリダ大学、マイアミ大学、ジョージア大学とも集客を争う必要があった。また5都市の中でジャクソンビルだけが全米でのテレビ市場ランキング50位以内に入っていない都市圏であった。当時ジャクソンビルは全米で15番目に人口の多い都市だったが郊外の地域の人口が少なかった。1990年にジャクソンビルの人口は635,000人ほどであったが大都市圏の人口はわずか90万人だった。有利な点としてはNFLのアナウンスより前の1989年から誘致を目指すオーナーグループがしっかりしているという点だった。彼らの中には後にフロリダ州知事となるジェブ・ブッシュも含まれた。彼らは1991年にチームの愛称をジャガーズと決定、オーナーグループの筆頭にはウェイン・ウィーバーが就任した。1993年4月、NFLはフランチャイズに選ばれるためにはゲイター・ボウル・スタジアムの改修が必要だと市当局に示した。同年11月1日、まずシャーロットがNFL29番目のフランチャイズとなることが発表され、続いて11月30日、有力視されていたセントルイスを抑えてジャクソンビルが30番目のフランチャイズとなることがNFLから発表された。この決定に対して25,000人のファンがゲイターボウル・スタジアムに乗り出してお祝いし、シーズンチケットはわずか10日間で売り切れた。なおこの時の争いに敗れた3都市には1995年にロサンゼルス・ラムズがセントルイスに移転、1996年にクリーブランド・ブラウンズがボルチモア・レイブンズに衣替え、ヒューストン・オイラーズがメンフィスと同じテネシー州のナッシュビルに移転した。
1993年12月31日のゲイターボウル終了後、ゲイターボウル・スタジアムは取り壊され、そこに新スタジアムの建設が始まった。スタジアムの建設中の1994年ゲイターボウルはゲインズビルにあるベン・ヒル・グリフィン・スタジアムで行われた。ジャクソンビル・ミュニシパル・スタジアムは1995年8月18日にセントルイス・ラムズとのプレシーズンゲームでお披露目された。

### 創設とトム・コフリンHCの時代

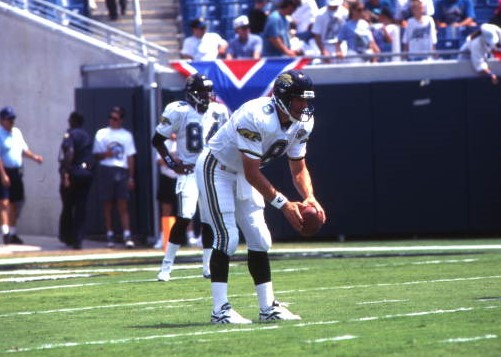
1995年から2003年まで在籍したQBマーク・ブルネル

1995年のエクスパンション・ドラフトでチームは最初にQBスティーブ・バーラインを指名した。この年、バーラインに代わってすぐにマーク・ブルネルが先発QBとなったが4勝12敗でシーズンを終えた。しかしこの成績はこれまでのエクスパンションチームで最も勝利した1968年のシンシナティ・ベンガルズの3勝を上回るものであった（なお、カロライナ・パンサーズはこの年7勝9敗で終えた。）。この年はQBブルネル（グリーンベイ・パッカーズからドラフト当日トレードで加入）、OTトニー・ボセリ（ドラフト1巡）、RBジェームス・スチュワート（ドラフト1巡）、QBロブ・ジョンソン（ドラフト4巡）、WRジミー・スミス（ドラフト外）が加入した。
9月3日に行われたレギュラーシーズン開幕戦には72,363人の観衆が詰め寄せヒューストン・オイラーズに3-10で敗れた。チームは10月1日にヒューストンで行われた第4週、ヒューストン・オイラーズ戦で17-16と初勝利をあげた。また翌週には地元で前年のAFCチャンピオンのピッツバーグ・スティーラーズを20-16で破った。残りの2勝はいずれもクリーブランド・ブラウンズからであった。最終週のブラウンズ戦ではマイク・ホリスの34ヤードFGで24-21と勝利した。この試合がブラウンズがボルチモアに移転する前最後の試合となった。
1996年、チームは最後の7試合中6試合を勝って9勝7敗でリーグ参加2年目にして初のプレーオフ進出を果たした。転機となったのはセントルイス・ラムズ戦でブルネルが5インターセプトした後、アンドレ・ライズンを先発から外し、ジミー・スミスを先発にしたあたりからである。この時ブルネルを批判したライズンは控えに降格された。最終週のアトランタ・ファルコンズ戦では試合時間残り1分を切ってからモーテン・アンダーセンが30ヤードのFG失敗する幸運もあり、AFC第5シードでプレーオフに出場した。ワイルドカードプレーオフでバッファロー・ビルズを30-27で破り、ディビジョナルプレーオフではシーズン13勝3敗でAFCトップの成績をあげていたデンバー・ブロンコスも30-27で破った。この試合終了後地元に戻ったチームを4万人のファンがホームスタジアムで出迎えた。彼らの多くはスタジアムのジャンボトロンで観戦しチームの帰還を待って泊り込んでいた。AFCチャンピオンシップゲームでは第3Qまで接戦を演じたが6-20でニューイングランド・ペイトリオッツに敗れてスーパーボウル出場を逃した。この年、同じ2年目のカロライナ・パンサーズもNFCチャンピオンシップゲームまで進出したがグリーンベイ・パッカーズに敗れた。
1997年、チームはスティーラーズと共に11勝5敗でシーズンを終えたが地区内の対戦成績で地区優勝を逃した。マイル・ハイ・スタジアムで行われたデンバー・ブロンコスとのプレーオフでは相手RBテレル・デービスらに合計300ヤード以上走られ5TDを許し17-42で敗れた。
1998年、チームは11勝5敗で初の地区優勝を果たした。エクスパンションチームが最初の4年間で3回プレーオフに出場するのは初めてのことであった。チーム創設以来初めて地元で迎えたワイルドカードプレーオフでニューイングランド・ペイトリオッツを25-10で破ったがディビジョナル・プレーオフでニューヨーク・ジェッツに24-34で敗れた。
1999年、チームはNFLトップの14勝2敗で地区優勝を果たした。レギュラーシーズン2度の敗戦はいずれもテネシー・タイタンズ戦であった。ホームアドバンテージを持って迎えたプレーオフでは初戦でマイアミ・ドルフィンズを62-7で破った（これがダン・マリーノとジミー・ジョンソンのNFL最後の試合となった。）。62得点及び55得点差は長いNFL史上でも2番目の記録であった。この試合でフレッド・テイラーが走った90ヤードのプレーはNFLのプレーオフ記録となっている。AFCチャンピオンシップゲームではテネシー・タイタンズと対戦、ハーフタイムまでで14-10とリードしたが後半23失点を許し敗れた（NFLのチームで同じチームにのみシーズン3敗したのはこの年のジャガーズだけである。）。チーム創設以来5シーズンで4回プレーオフに出場したチームの快進撃はここで中断され次にプレーオフ出場を果たすのは2005年となった。
2000年に7勝9敗、2001年、2002年と6勝10敗で3シーズン連続プレーオフを逃した。これにはサラリーキャップの問題が大きく影響を及ぼしていた。2001年には第2週にエースRBフレッド・テイラーが負傷し、この年は2試合の出場に終わった。2002年終了後8年間チームの指揮を執ったトム・コフリンは解雇された。

### 2003年から2020年まで

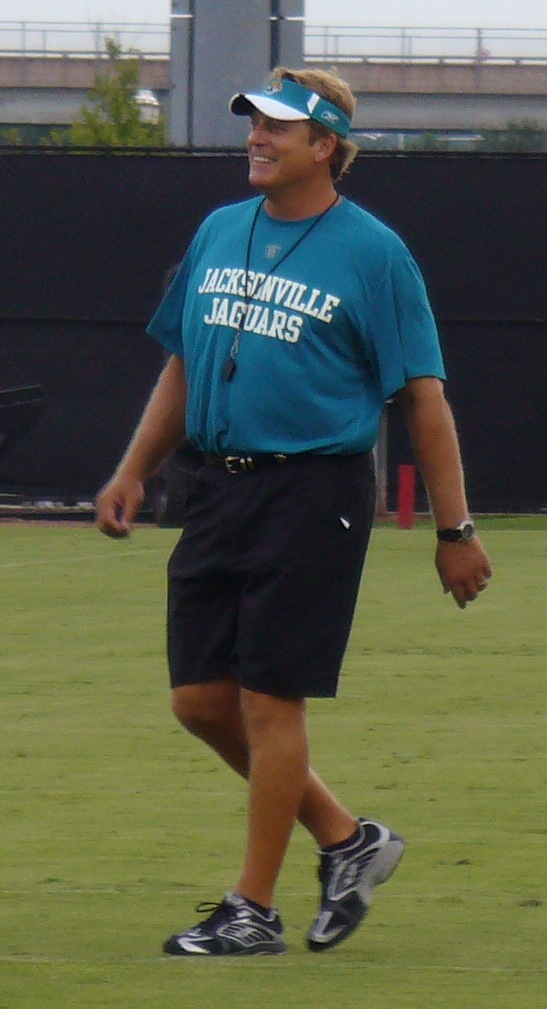
2003年から2011年までヘッドコーチを務めたジャック・デルリオ

2003年から現役時代にはラインバッカーとして1980年代終わりから1990年代初めにNFLでプレーし、カロライナ・パンサーズでディフェンシブ・コーディネーターを務めてチームディフェンスを全体の30位から2位に改善したことのあるジャック・デルリオが新ヘッドコーチに就任した。この年チームはドラフト7巡目で指名したバイロン・レフトウィッチをエースQBとした。5勝11敗に終わったもののサラリーキャップの問題も解消しチーム再建に明るい見通しが立った。

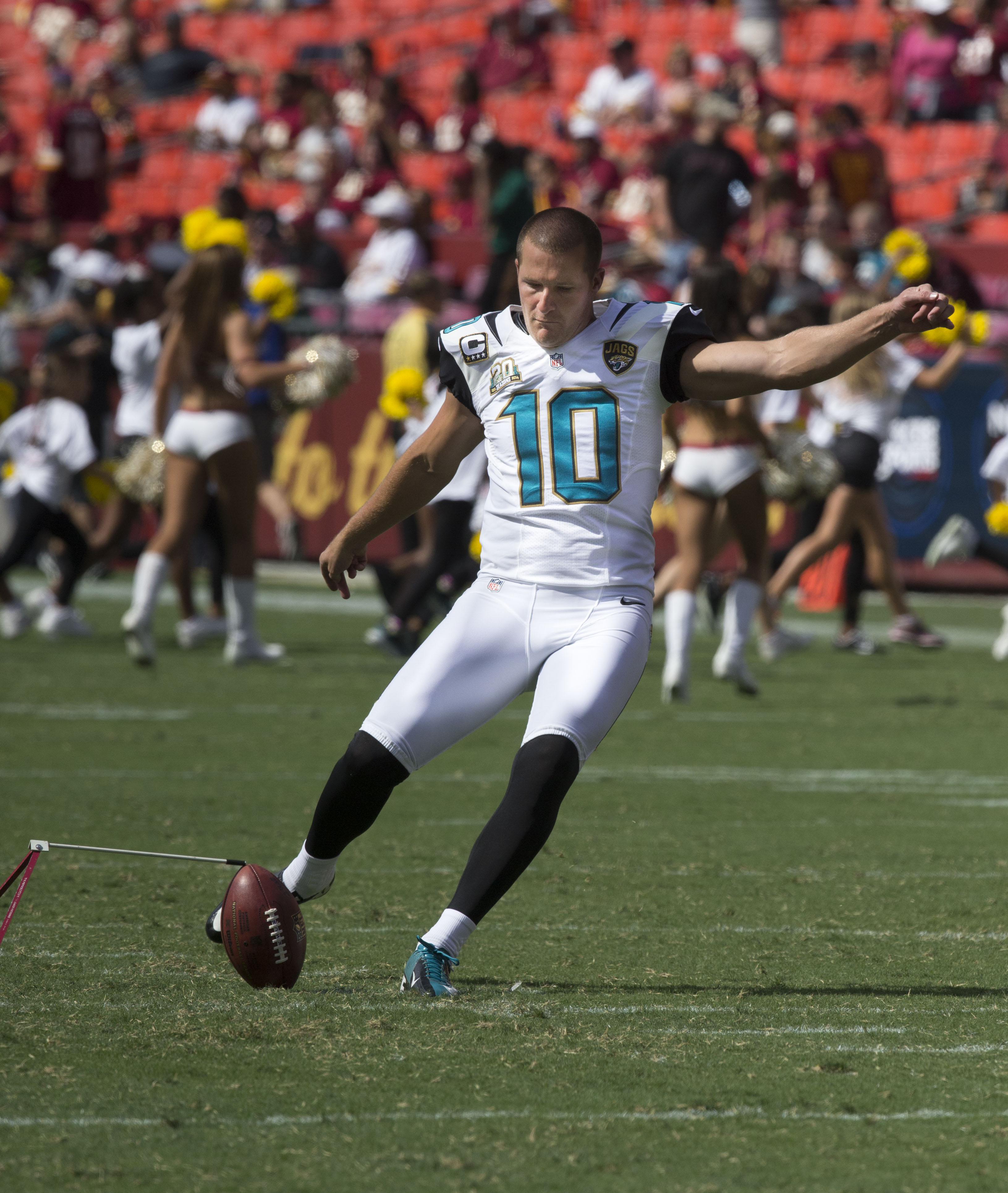
PKのジョシュ・スコビーはジャガーズで合計1022のスコアを記録した

2004年、チームはロードのランボー・フィールドでグリーンベイ・パッカーズ、RCAドームでインディアナポリス・コルツを破り9勝7敗で終えた。ディフェンスタックルのマーカス・ストラウド、ジョン・ヘンダーソンはそれぞれプロボウルに選ばれた。フレッド・テイラーをパッカーズ戦で失いこの年もプレーオフを逃した。なおこの年NFLのチームとして初めてロースターに3人のアフリカ系アメリカ人QB（バイロン・レフトウィッチ、デビッド・ギャラード、クイン・グレイ）が入った。
2005年、同地区のインディアナポリス・コルツが開幕から13連勝するなど独走を許したが12勝4敗で1999年以来となるプレーオフ出場を果たした。プレーオフではスーパーボウル3連覇を狙うニューイングランド・ペイトリオッツに3-28で敗れた。
2006年チームは期待されたがレジー・ヘイワード、グレッグ・ジョーンズ、ドノビン・ダリウス、バイロン・レフトウィッチ、マイク・ピーターソンがシーズン絶望となる負傷をするなど怪我人が続出したシーズンとなった。スーパーボウルチャンピオンのピッツバーグ・スティーラーズを破るなど2連勝したが8勝8敗に終わった。そんな中でドラフト2巡目で指名されたUCLA出身のランニングバック、モーリス・ジョーンズ＝ドリューが平均5.7ヤード獲得でNFLトップとなり16TD（NFL3位）の成績をあげた。
2007年4月28日のドラフトではノートルダム大学のQB、ブレイディ・クインではなくシアトル・シーホークスからオファーを受けているデオン・グラントの代わりに期待するフロリダ大学のS、レジー・ネルソンを指名した。6月15日には長年チームに貢献してきたが怪我の多くなったドノビン・ダリウスを解雇した。8月31日、長年チームの控えQBを務めてきたデビッド・ギャラードをエースQBに指名し、バイロン・レフトウィッチを最終ロースターに残さず解雇した。チームは11勝5敗でプレーオフに進出、翌年1月5日のピッツバーグ・スティーラーズ戦では31-29とプレーオフで8年ぶりに勝利した。しかしニューイングランド・ペイトリオッツ戦でトム・ブレイディにプレッシャーを与えたのはわずか1回でパス24回中22回成功させ20-31で敗れた。この年チームの攻撃の中心はモーリス・ジョーンズ＝ドリューとフレッド・テイラーによるラン攻撃であったがギャラードもインターセプトわずか3回と安定した攻撃を見せた。
2008年チームはフリーエージェントでWRジェリー・ポーターを獲得、ドラフトでも弱点を補ってESPNのジャーナリスト、ケビン・シーファートなどはスーパーボウルに行けるのではと期待した。しかし開幕戦の第1Qにオフェンスラインの2人を失い、また9月2日にオフェンシブタックルのリチャード・コリアーが14発の銃弾を受けて左足切断の重傷を負い現役を引退した。他にもオフェンスラインに怪我人が続出し、開幕から8連敗していたシンシナティ・ベンガルズにも敗れるなどチームは2003年以来最悪の5勝11敗に終わった。
2009年はホームゲームでのチケットの売れ行きが悪く半シーズンチケットの販売もしたがホームゲーム8試合中、7試合がブラックアウト（本拠地から一定距離の範囲ではテレビ放送ができなくなる。）となった。チケットの売れ行きの悪さからチームの移転や売却の噂も流れた。この年の平均観客動員はリーグ30位の49,651人であった。このため2010年、地元で利用できるクーポンをつけたシーズンチケットの発売も始めた。
2010年、第16週終了時点で地区優勝の可能性を残していたが、エースRBのモーリス・ジョーンズ＝ドリューが最終週の試合を欠場、地区優勝を逃した。
2011年シーズン開幕直前、QBギャラードを解雇した。11月29日、3勝8敗の時点でオーナーのウェイン・ウィーバーがチームを自動車部品製造会社代表のシャヒド・カーンに売却したことを発表、ジャック・デルリオヘッドコーチも解任された。暫定ヘッドコーチにディフェンスコーディネーターのメル・タッカーが就任した。5勝11敗に終わり、シーズン終了後、アトランタ・ファルコンズのオフェンスコーディネーターを務めていたマイク・ムラーキーを新ヘッドコーチとして迎えた。この年、ジョーンズ＝ドリューは、1,606ヤードを走りリーグのリーディングラッシャーとなった。

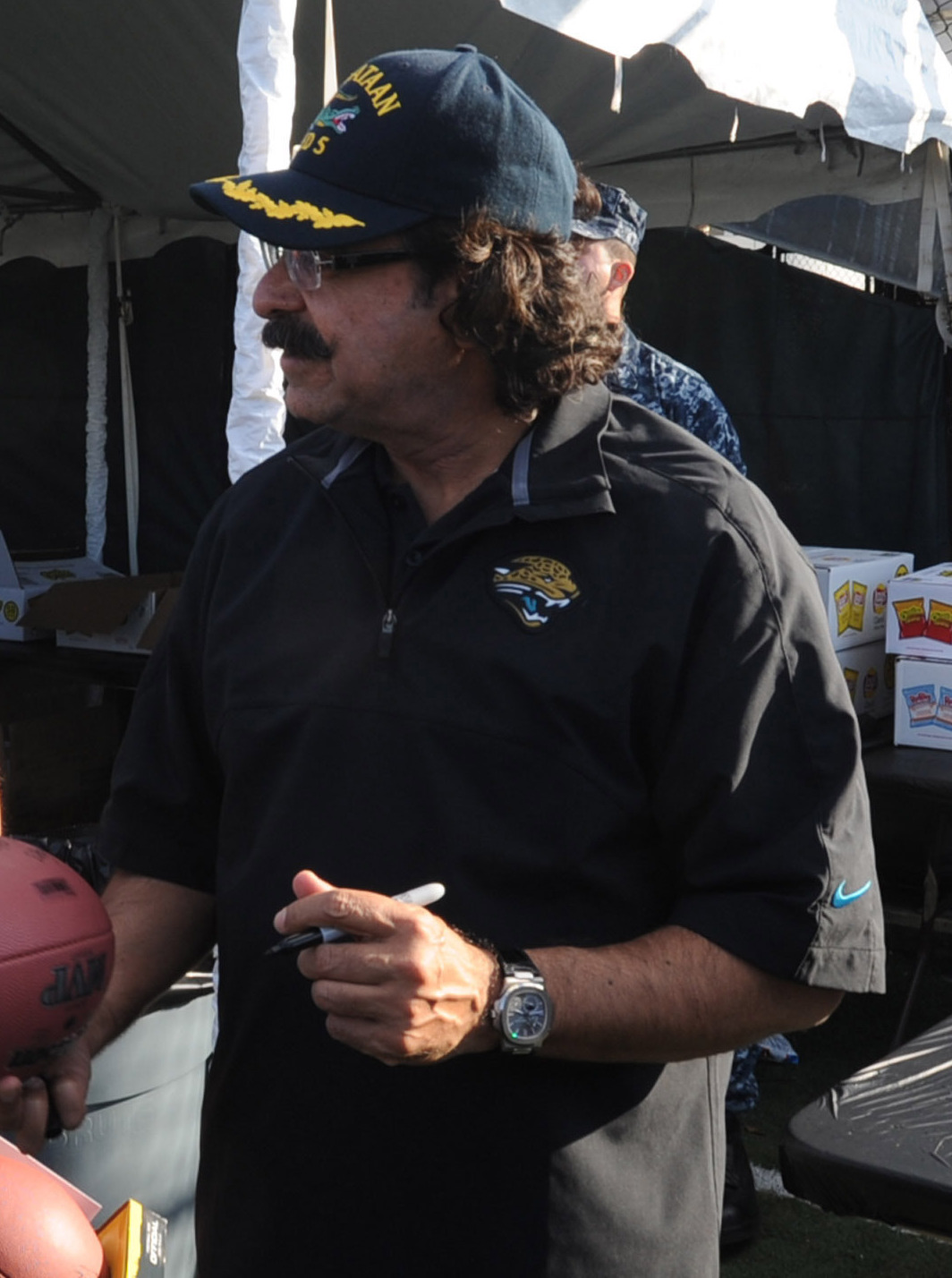
実業家シャヒド・カーンは2011年11月にチームのオーナーとなる

2012年、開幕前ジョーンズ＝ドリューが38日間ホールドアウトを行い、9月2日にようやくチームへ合流した。チームは2勝14敗に終わり、2013年1月10日、ムラーキーHCは1シーズンで解任された。2013年1月17日、シアトル・シーホークスのディフェンスコーディネーター、ガス・ブラッドリーのヘッドコーチ就任が発表された。オフには9年間にわたりディフェンスの軸として活躍したラショーン・マシスを放出。

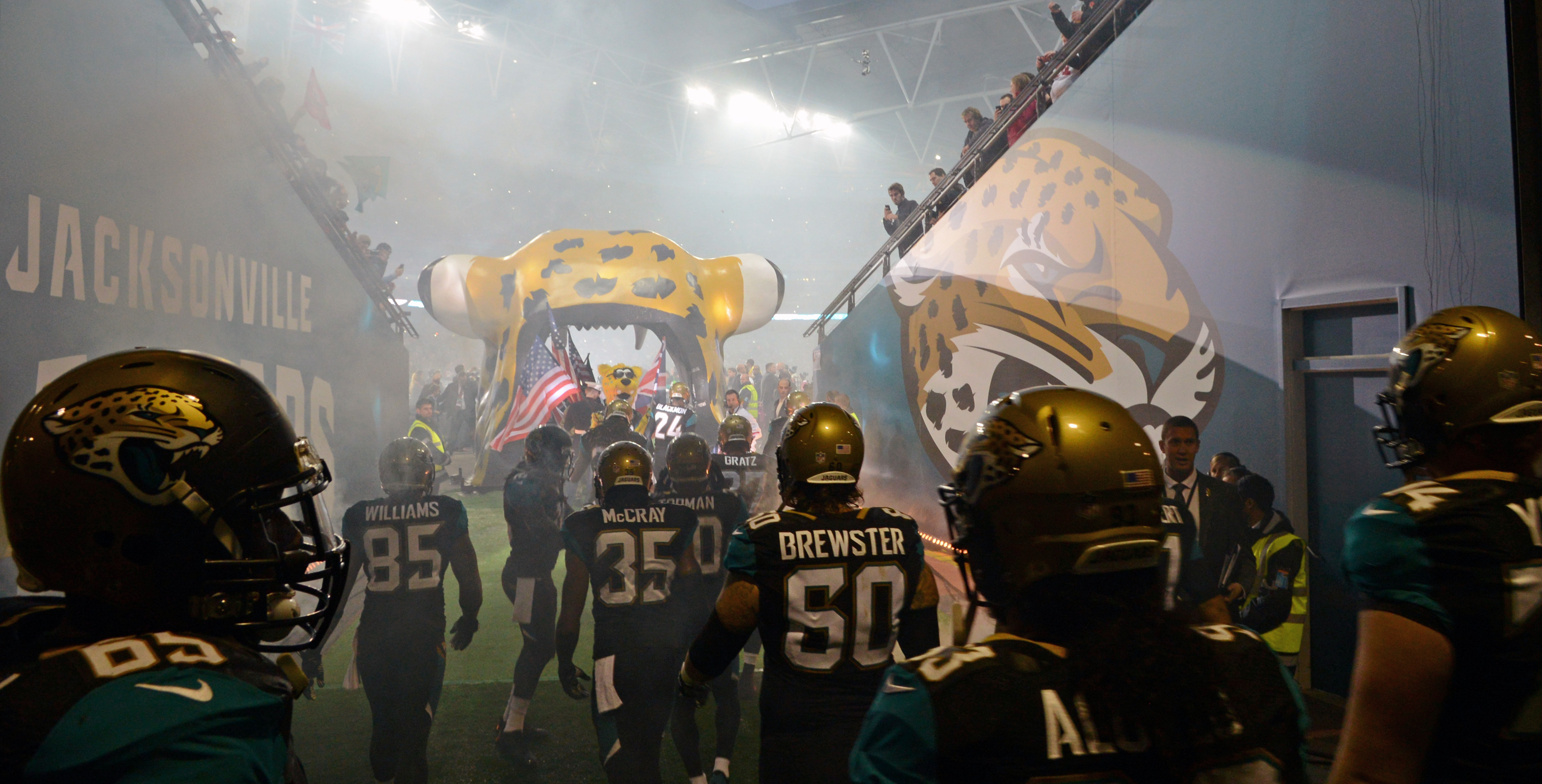
ウェンブリー・スタジアム（ロンドン）で試合を行ったジャガーズ（2013年10月27日）

2013年、ガス・ブラッドリー新HCとデヴィット・コールドウェルGM体制での1年目だったが、開幕8連敗を含む4勝12敗でシーズンを終えた。ルーキーのデナード・ロビンソンを史上初のオフェンシブウェポン（OW）というポジション名で登録し、ワイドレシーバーやランニングバックなど複数のポジションで起用する意向を示して注目を浴びたが、目立った成績は残すことはできなかった。この年のオフ、モーリス・ジョーンズ＝ドリューを放出。また、2011年のドラフト全体10位指名QBブレイン・ギャバートもサンフランシスコ・フォーティナイナーズへドラフト指名権と引き換えにトレードした。
2014年、ドラフト1巡目全体3位でセントラルフロリダ大学（UCF）のQB、ブレイク・ボートルスを指名。開幕当初はチャド・ヘニーを先発QBに据えボートルズは控えとしてじっくり育成する予定だったが、ヘニーの不調から予定を前倒し、第3週のコルツ戦途中からボートルズを投入。以降先発を務めることになる。チームは第7週にクリーブランド・ブラウンズ相手に初勝利を挙げるが、この試合でディフェンスの柱ポール・ポスラスズニーが胸筋の断裂で今季絶望に。第13週ニューヨーク・ジャイアンツ戦で、前半21対3の劣勢から、後半18点差を逆転し今季2勝目。第16週はテネシー・タイタンズから勝利を挙げ、通算3勝13敗でシーズンを終えた。なお、この年は敵地で1勝も挙げられなかった。
2016年、チームは9連敗を喫し、12月18日、就任後4年連続してプレーオフ進出を逃したガス・ブラッドリーHCは解雇された。後任にはアシスタントHC兼OLコーチので元バッファロー・ビルズHCのダグ・マローンが就任した。また、翌年1月7日にはジャガーズの初代HCで2015年までニューヨーク・ジャイアンツのHCも務めていたトム・コフリンが球団副社長としてチームに復帰。
2017年は、ボートルスが安定したプレイを披露、守備陣でもA・J・ボウイェとジャレン・ラムジーのCBコンビが揃ってプロボウルに選出される活躍を見せ、18年ぶりの地区優勝（南地区となってから初）を達成。プレーオフではバッファロー・ビルズとピッツバーグ・スティーラーズを倒したが、AFCチャンピオンシップゲームでニューイングランド・ペイトリオッツに敗れた。
2018年、ドラフトでDTのターバン・ブライアン、WRのD・J・チャークを獲得した。この年は地区最下位に終わった。
2019年、第52回スーパーボウルでMVPを獲得したQBのニック・フォールズと4年8800万ドルで契約した。その後、ブレイク・ボートルスはリリースされ、ロサンゼルス・ラムズに移籍した。しかし、フォールズが開幕戦で骨折し、以降QBはガードナー・ミンシューが務めることになった。9月16日の試合中（対ヒューストン・テキサンズ）、CBのジャレン・ラムジーがマローンHCと言い争いを起こし、10月15日にドラフト1巡目指名権などと引き換えにロサンゼルス・ラムズへトレードされた。シーズンを通して成績がふるわず、2019年12月19日に球団副社長のトム・コフリンは解雇され、2年連続で地区最下位となった。
2020年、シーズン前にDEのカライス・キャンベルをボルチモア・レイブンズへ、QBのニック・フォールズをシカゴ・ベアーズへ、DEのヤニク・インガクウェをミネソタ・バイキングスへ、RBのレナード・フォーネットをタンパベイ・バッカニアーズへ相次いで放出した。10敗目を喫した11月29日、GMのデヴィッド・コールドウェルが解任され、トレント・バールケが暫定GMとなった。その後もふるわずにシーズンわずか1勝で地区最下位となり、リーグ全体でも最低の成績となって翌年のドラフト全体1位指名権を獲得した。シーズン終了後、HCのダグ・マローンも解任された。2021年1月14日、フロリダ大学やオハイオ州立大学などカレッジフットボールのヘッドコーチを歴任してきたアーバン・マイヤーがHCに就任した。

### QBトレバー・ローレンスの時代
2021年、ドラフト全体1位でクレムゾン大学QBのトレバー・ローレンスを指名した。2021年5月、ティム・ティーボウとタイトエンド契約を結んだが、プレシーズン第1週終了後にチームからリリースされた。8月、ドラフト指名権とのトレードでガードナー・ミンシューをフィラデルフィア・イーグルスへ放出した。12月、チーム成績が2勝11敗となりプレーオフを逃した時点でアーバン・マイヤーは解雇され、OCのダレル・ベベル が暫定HCとなった。4年連続して最下位となった。後継のHCには元フィラデルフィア・イーグルスHCのダグ・ピーダーソンが就任した。
2022年、序盤の10試合は3勝7敗と苦しむも、最終戦でテネシー・タイタンズを破り9勝8敗で地区優勝を遂げ、第4シードでプレーオフに進んだ。ワイルドカードラウンドではロサンゼルス・チャージャースと対戦し、一時は0-27とリードされるものの残り時間0のフィールドゴールで逆転し31-30で勝利した。ディビジョナルラウンドでチーフスに屈した。
2023年、11試合目までは8勝3敗と好調であったが、その後の6試合は1勝5敗と失速してプレーオフ進出を逃した。トータルディフェンスではリーグ22位となり、シーズン後にはDCを解雇した。
2024年は攻撃の獲得ヤード数はNFL全体で25位、守備の被獲得ヤード数は2位と攻守ともに冴えず、低迷し地区3位でプレーオフを逃した。ローレンスは度重なるケガに苦しみ、終盤はニューイングランド・ペイトリオッツから移籍したマック・ジョーンズが先発QBを務めた。シーズン終了後、HCペダーソンは解雇された。2025年1月22日、GMのバールケも解雇された。タンパベイ・バッカニアーズのOCリアム・コーエンがHC後任となった。

## 文化

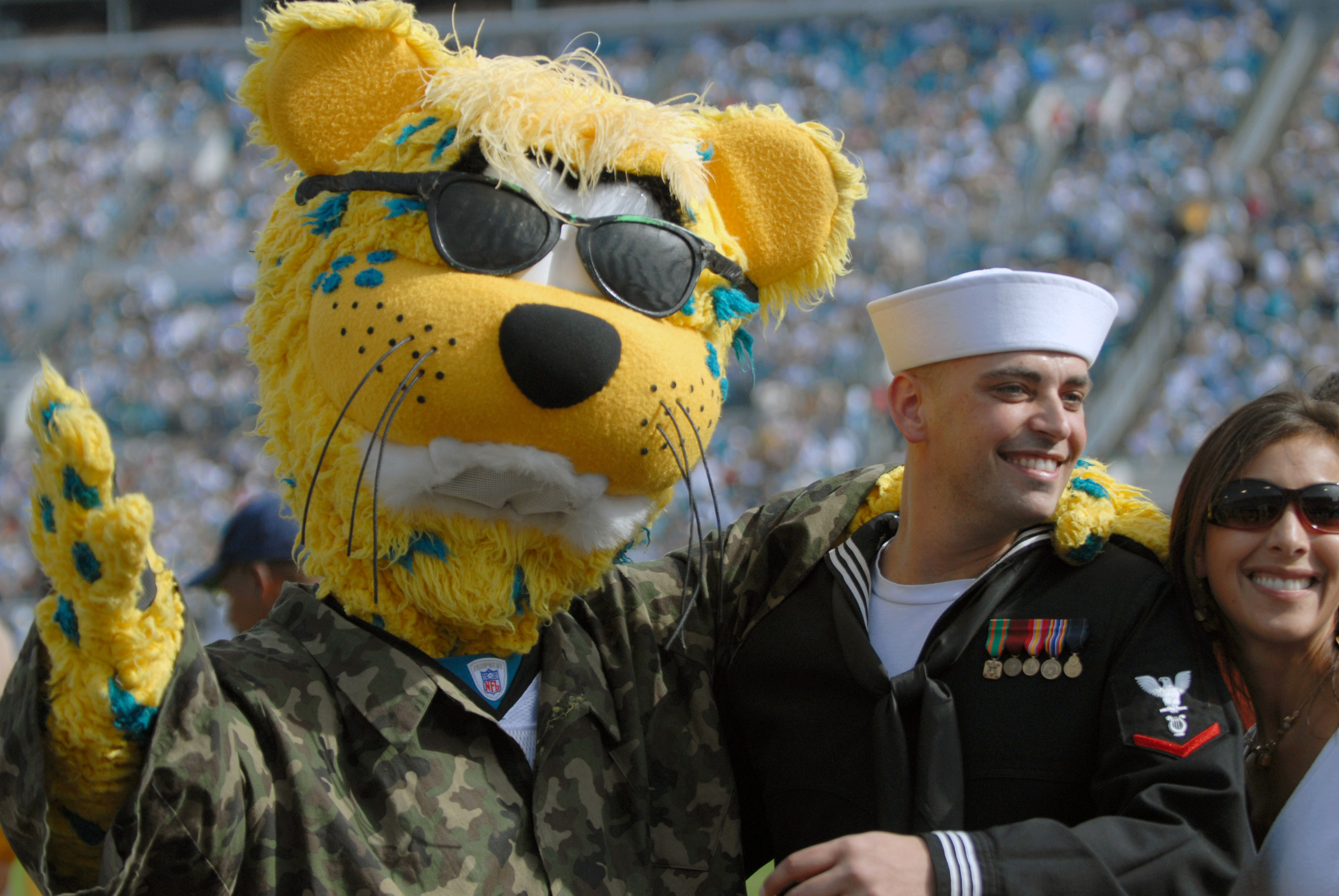
ジャクソン・デ・ビルと水兵

### ロゴ
ジャガーズが当初制作した跳躍した金色のジャガーを象ったロゴマークは、自動車メーカーのジャガーと類似しているとして一時訴訟問題となった。結局、ジャガーズがチーム公用車にジャガーを採用し、ジャガー側がジャガーズのユニフォームをデザインすることで友好的に落ち着いた。

### マスコット
公式マスコットはジャガーのジャクソン・デ・ビル（Jaxson de Ville）である。綴りは、ジャクソンビルが「Jax」と呼ばれることにちなみ、「Jaxson」としている。1996年の登場以降、チームの応援を盛り上げているが、その過激な行動には敵チームからクレームが入ることもある。

### チアリーダー
1995年のNFL参入年にジャクソンビル・ロアー（Jacksonville Roar）を結成している。2013年からチーム初の日本人チアリーダーとして、小野綾子が参加している。

## 2025年シーズン
|      | AFC            | AFC        | AFC            | AFC            | NFC          | NFC            | NFC          | NFC          |
| 前年 | 西地区         | 南地区     | 北地区         | 東地区         | 西地区       | 南地区         | 北地区       | 東地区       |
| ---- | -------------- | ---------- | -------------- | -------------- | ------------ | -------------- | ------------ | ------------ |
| 1位  | チーフス       | テキサンズ | レイブンズ     | ビルズ         | ラムズ       | バッカニアーズ | ライオンズ   | イーグルス   |
| 2位  | チャージャーズ | コルツ     | スティーラーズ | ドルフィンズ   | シーホークス | ファルコンズ   | バイキングス | コマンダース |
| 3位  | ブロンコス     | ジャガーズ | ベンガルズ     | ジェッツ       | カージナルス | パンサーズ     | パッカーズ   | カウボーイズ |
| 4位  | レイダース     | タイタンズ | ブラウンズ     | ペイトリオッツ | 49ers        | セインツ       | ベアーズ     | ジャイアンツ |

 ：1度対戦　 ：2度対戦
| 年   | 成績               | AFC  | 地区 | 勝 | 敗 | 分 | 率   | Div | Con  | 平均得点 | 平均失点 |
| ---- | ------------------ | ---- | ---- | -- | -- | -- | ---- | --- | ---- | -------- | -------- |
| 2025 |                    |      |      | 0  | 0  | 0  | –    | -   | -    |          |          |
| 2024 | レギュラー敗退     | 12位 | 3位  | 4  | 13 | 0  | .235 | 3-3 | 4-8  | 18.8     | 25.6     |
| 2023 | レギュラー敗退     | 9位  | 2位  | 9  | 8  | 0  | .529 | 4–2 | 6–6  | 22.2     | 21.8     |
| 2022 | ディビジョナル敗退 | 4位  | 優勝 | 9  | 8  | 0  | .529 | 4-2 | 8-4  | 23.8     | 20.6     |
| 2021 | レギュラー敗退     | 16位 | 4位  | 3  | 14 | 0  | .176 | 1-5 | 3-9  | 14.9     | 26.9     |
| 2020 | レギュラー敗退     | 16位 | 4位  | 1  | 15 | 0  | .063 | 1-5 | 1-11 | 19.1     | 30.8     |
| 2019 | レギュラー敗退     | 12位 | 4位  | 6  | 10 | 0  | .375 | 2-4 | 6-6  | 18.8     | 24.8     |
| 2018 | レギュラー敗退     | 14位 | 4位  | 5  | 11 | 0  | .313 | 1-5 | 4-8  | 15.3     | 19.8     |
| 2017 | AFC決勝敗退        | 3位  | 優勝 | 10 | 6  | 0  | .625 | 4-2 | 9-3  | 26.1     | 16.8     |
| 2016 | レギュラー敗退     | 15位 | 4位  | 3  | 13 | 0  | .188 | 2-4 | 2-10 | 19.9     | 25.0     |
| 2015 | レギュラー敗退     | 12位 | 3位  | 5  | 11 | 0  | .313 | 2-4 | 5-7  | 23.5     | 28.0     |
| 2014 | レギュラー敗退     | 14位 | 3位  | 3  | 13 | 0  | .188 | 1-5 | 2-10 | 15.6     | 25.8     |
| 2013 | レギュラー敗退     | 14位 | 3位  | 4  | 12 | 0  | .250 | 3-3 | 4-8  | 15.4     | 28.1     |
| 2012 | レギュラー敗退     | 15位 | 4位  | 2  | 14 | 0  | .125 | 2-4 | 2-10 | 15.9     | 27.8     |
| 2011 | レギュラー敗退     | 14位 | 3位  | 5  | 11 | 0  | .313 | 3-3 | 4-8  | 15.2     | 20.6     |
| 2010 | レギュラー敗退     | 8位  | 2位  | 8  | 8  | 0  | .500 | 3-3 | 7-5  | 21.9     | 26.2     |
| 2009 | レギュラー敗退     | 12位 | 4位  | 7  | 9  | 0  | .438 | 3-3 | 6-6  | 18.1     | 23.8     |
| 2008 | レギュラー敗退     | 13位 | 4位  | 5  | 11 | 0  | .313 | 2-4 | 3-9  | 18.9     | 22.9     |
| 2007 | ディビジョナル敗退 | 5位  | 2位  | 11 | 5  | 0  | .688 | 2-4 | 8-4  | 25.7     | 19.0     |
| 2006 | レギュラー敗退     | 11位 | 3位  | 8  | 8  | 0  | .500 | 2-4 | 5-7  | 23.2     | 17.1     |
| 2005 | ワイルドカード敗退 | 5位  | 2位  | 12 | 4  | 0  | .750 | 4-2 | 9-3  | 22.6     | 16.8     |

### 2024年シーズン成績
| (4)ヒューストン・テキサンズ | 10 | 7  | 0 | .588 | 5-1 | 8-4 | 372 | 372 | 21.9 | 21.9 | .481 | .376 |
| インディアナポリス・コルツ  | 8  | 9  | 0 | .471 | 3-3 | 7-5 | 377 | 427 | 22.2 | 25.1 | .457 | .309 |
| ジャクソンビル・ジャガーズ  | 4  | 13 | 0 | .235 | 3-3 | 4-8 | 320 | 435 | 18.8 | 25.6 | .478 | .265 |
| テネシー・タイタンズ        | 3  | 14 | 0 | .176 | 1-5 | 3-9 | 311 | 460 | 18.3 | 27.1 | .522 | .431 |

| AFC 2024       | AFC 2024                           | AFC 2024 | AFC 2024 | AFC 2024 | AFC 2024 | AFC 2024 | AFC 2024 | AFC 2024 | AFC 2024 | AFC 2024 |
| 順 位          | チーム                             | 地 区    | 勝       | 敗       | 分       | 勝率     | DIV      | CON      | SOS      | SOV      |
| 地区優勝       | 地区優勝                           | 地区優勝 | 地区優勝 | 地区優勝 | 地区優勝 | 地区優勝 | 地区優勝 | 地区優勝 | 地区優勝 | 地区優勝 |
| -------------- | ---------------------------------- | -------- | -------- | -------- | -------- | -------- | -------- | -------- | -------- | -------- |
| 1              | カンザスシティ・チーフス           | 西       | 15       | 2        | 0        | .882     | 5-1      | 10-2     | .488     | .463     |
| 2              | バッファロー・ビルズ               | 東       | 13       | 4        | 0        | .765     | 5-1      | 9-3      | .467     | .448     |
| 3              | ボルチモア・レイブンズ             | 北       | 12       | 5        | 0        | .706     | 4-2      | 8-4      | .529     | .525     |
| 4              | ヒューストン・テキサンズ           | 南       | 10       | 7        | 0        | .588     | 5-1      | 8-4      | .481     | .376     |
| ワイルドカード |                                    |          |          |          |          |          |          |          |          |          |
| 5              | ロサンゼルス・チャージャーズ       | 西       | 11       | 6        | 0        | .647     | 4-2      | 8-4      | .467     | .348     |
| 6              | ピッツバーグ・スティーラーズ       | 北       | 10       | 7        | 0        | .588     | 3-3      | 7-5      | .502     | .453     |
| 7              | デンバー・ブロンコス               | 西       | 10       | 7        | 0        | .588     | 3-3      | 6-6      | .502     | .394     |
|                |                                    |          |          |          |          |          |          |          |          |          |
| 8              | シンシナティ・ベンガルズ           | 北       | 9        | 8        | 0        | .529     | 3–3      | 6-6      | .478     | .314     |
| 9              | マイアミ・ドルフィンズ             | 東       | 8        | 9        | 0        | .471     | 3-3      | 6-6      | .419     | .294     |
| 10             | インディアナポリス・コルツ         | 南       | 8        | 9        | 0        | .471     | 3-3      | 7-5      | .457     | .309     |
| 11             | ニューヨーク・ジェッツ             | 東       | 5        | 12       | 0        | .294     | 2-4      | 5-7      | .495     | .341     |
| 12             | ジャクソンビル・ジャガーズ         | 南       | 4        | 13       | 0        | .235     | 3-3      | 4-8      | .478     | .265     |
| 13             | ニューイングランド・ペイトリオッツ | 東       | 4        | 13       | 0        | .235     | 2-4      | 3-9      | .471     | .471     |
| 14             | ラスベガス・レイダース             | 西       | 4        | 13       | 0        | .235     | 0-6      | 3-9      | .540     | .353     |
| 15             | クリーブランド・ブラウンズ         | 北       | 3        | 14       | 0        | .176     | 2–4      | 3-9      | .536     | .510     |
| 16             | テネシー・タイタンズ               | 南       | 3        | 14       | 0        | .176     | 1-5      | 3-9      | .522     | .431     |
| タイブレーク   |                                    |          |          |          |          |          |          |          |          |          |
| 1. 2. 3. 4. 5. |                                    |          |          |          |          |          |          |          |          |          |

|  |                                                      |                                                      |                                                      |                                                |                                  |                                  |                                  |                                |          |    |                                  |                                  |                                  |  |  |                                   |                                   |                                   |
|  | ワイルドカード・プレーオフ                           | ワイルドカード・プレーオフ                           | ワイルドカード・プレーオフ                           |                                                |                                  | ディビジョナル・プレーオフ       | ディビジョナル・プレーオフ       | ディビジョナル・プレーオフ     |          |    |                                  |                                  |                                  |  |  |                                   |                                   |                                   |
|  | 2025年1月11日 M&Tバンク・スタジアム                  | 2025年1月11日 M&Tバンク・スタジアム                  | 2025年1月11日 M&Tバンク・スタジアム                  |                                                |                                  | 1月19日 ハイマーク・スタジアム   | 1月19日 ハイマーク・スタジアム   | 1月19日 ハイマーク・スタジアム |          |    | 1月26日 アローヘッド・スタジアム | 1月26日 アローヘッド・スタジアム | 1月26日 アローヘッド・スタジアム |  |  | 2月9日 シーザーズ・スーパードーム | 2月9日 シーザーズ・スーパードーム | 2月9日 シーザーズ・スーパードーム |
|  | 6                                                    | スティーラーズ                                       | 14                                                   |                                                |                                  | 1月19日 ハイマーク・スタジアム   | 1月19日 ハイマーク・スタジアム   | 1月19日 ハイマーク・スタジアム |          |    | 1月26日 アローヘッド・スタジアム | 1月26日 アローヘッド・スタジアム | 1月26日 アローヘッド・スタジアム |  |  | 2月9日 シーザーズ・スーパードーム | 2月9日 シーザーズ・スーパードーム | 2月9日 シーザーズ・スーパードーム |
|  | 6                                                    | スティーラーズ                                       | 14                                                   |                                                |                                  | 1月19日 ハイマーク・スタジアム   | 1月19日 ハイマーク・スタジアム   | 1月19日 ハイマーク・スタジアム |          |    | 1月26日 アローヘッド・スタジアム | 1月26日 アローヘッド・スタジアム | 1月26日 アローヘッド・スタジアム |  |  | 2月9日 シーザーズ・スーパードーム | 2月9日 シーザーズ・スーパードーム | 2月9日 シーザーズ・スーパードーム |
|  | 3                                                    | レイブンズ                                           | 28                                                   |                                                |                                  | 1月19日 ハイマーク・スタジアム   | 1月19日 ハイマーク・スタジアム   | 1月19日 ハイマーク・スタジアム |          |    | 1月26日 アローヘッド・スタジアム | 1月26日 アローヘッド・スタジアム | 1月26日 アローヘッド・スタジアム |  |  | 2月9日 シーザーズ・スーパードーム | 2月9日 シーザーズ・スーパードーム | 2月9日 シーザーズ・スーパードーム |
|  | 3                                                    | レイブンズ                                           | 28                                                   |                                                |                                  | 1月19日 ハイマーク・スタジアム   | 1月19日 ハイマーク・スタジアム   | 1月19日 ハイマーク・スタジアム |          |    | 1月26日 アローヘッド・スタジアム | 1月26日 アローヘッド・スタジアム | 1月26日 アローヘッド・スタジアム |  |  | 2月9日 シーザーズ・スーパードーム | 2月9日 シーザーズ・スーパードーム | 2月9日 シーザーズ・スーパードーム |
|  | 2025年1月12日 ハイマーク・スタジアム                 | 2025年1月12日 ハイマーク・スタジアム                 | 2025年1月12日 ハイマーク・スタジアム                 | 3                                              | レイブンズ                       | 25                               |                                  |                                |          |    | 1月26日 アローヘッド・スタジアム | 1月26日 アローヘッド・スタジアム | 1月26日 アローヘッド・スタジアム |  |  | 2月9日 シーザーズ・スーパードーム | 2月9日 シーザーズ・スーパードーム | 2月9日 シーザーズ・スーパードーム |
|  | 2025年1月12日 ハイマーク・スタジアム                 | 2025年1月12日 ハイマーク・スタジアム                 | 2025年1月12日 ハイマーク・スタジアム                 | 3                                              | レイブンズ                       | 25                               |                                  |                                |          |    | 1月26日 アローヘッド・スタジアム | 1月26日 アローヘッド・スタジアム | 1月26日 アローヘッド・スタジアム |  |  | 2月9日 シーザーズ・スーパードーム | 2月9日 シーザーズ・スーパードーム | 2月9日 シーザーズ・スーパードーム |
|  | 2025年1月12日 ハイマーク・スタジアム                 | 2025年1月12日 ハイマーク・スタジアム                 | 2025年1月12日 ハイマーク・スタジアム                 |                                                | 2                                | ビルズ                           | 27                               |                                |          |    | 1月26日 アローヘッド・スタジアム | 1月26日 アローヘッド・スタジアム | 1月26日 アローヘッド・スタジアム |  |  | 2月9日 シーザーズ・スーパードーム | 2月9日 シーザーズ・スーパードーム | 2月9日 シーザーズ・スーパードーム |
|  | 2025年1月12日 ハイマーク・スタジアム                 | 2025年1月12日 ハイマーク・スタジアム                 | 2025年1月12日 ハイマーク・スタジアム                 |                                                | 2                                | ビルズ                           | 27                               |                                |          |    | 1月26日 アローヘッド・スタジアム | 1月26日 アローヘッド・スタジアム | 1月26日 アローヘッド・スタジアム |  |  | 2月9日 シーザーズ・スーパードーム | 2月9日 シーザーズ・スーパードーム | 2月9日 シーザーズ・スーパードーム |
|  | 7                                                    | ブロンコス                                           | 7                                                    | AFC                                            | AFC                              | AFC                              |                                  |                                |          |    | 1月26日 アローヘッド・スタジアム | 1月26日 アローヘッド・スタジアム | 1月26日 アローヘッド・スタジアム |  |  | 2月9日 シーザーズ・スーパードーム | 2月9日 シーザーズ・スーパードーム | 2月9日 シーザーズ・スーパードーム |
|  | 7                                                    | ブロンコス                                           | 7                                                    | AFC                                            | AFC                              | AFC                              |                                  |                                |          |    | 1月26日 アローヘッド・スタジアム | 1月26日 アローヘッド・スタジアム | 1月26日 アローヘッド・スタジアム |  |  | 2月9日 シーザーズ・スーパードーム | 2月9日 シーザーズ・スーパードーム | 2月9日 シーザーズ・スーパードーム |
|  | 2                                                    | ビルズ                                               | 31                                                   |                                                | 1月18日 アローヘッド・スタジアム | 1月18日 アローヘッド・スタジアム | 1月18日 アローヘッド・スタジアム |                                |          |    | 1月26日 アローヘッド・スタジアム | 1月26日 アローヘッド・スタジアム | 1月26日 アローヘッド・スタジアム |  |  | 2月9日 シーザーズ・スーパードーム | 2月9日 シーザーズ・スーパードーム | 2月9日 シーザーズ・スーパードーム |
|  | 2                                                    | ビルズ                                               | 31                                                   |                                                | 1月18日 アローヘッド・スタジアム | 1月18日 アローヘッド・スタジアム | 1月18日 アローヘッド・スタジアム |                                |          |    | 1月26日 アローヘッド・スタジアム | 1月26日 アローヘッド・スタジアム | 1月26日 アローヘッド・スタジアム |  |  | 2月9日 シーザーズ・スーパードーム | 2月9日 シーザーズ・スーパードーム | 2月9日 シーザーズ・スーパードーム |
|  | 2025年1月11日 NRGスタジアム                          | 2025年1月11日 NRGスタジアム                          | 2025年1月11日 NRGスタジアム                          | 2                                              | 1月18日 アローヘッド・スタジアム | 1月18日 アローヘッド・スタジアム | 1月18日 アローヘッド・スタジアム | ビルズ                         | 29       |    |                                  |                                  |                                  |  |  | 2月9日 シーザーズ・スーパードーム | 2月9日 シーザーズ・スーパードーム | 2月9日 シーザーズ・スーパードーム |
|  | 2025年1月11日 NRGスタジアム                          | 2025年1月11日 NRGスタジアム                          | 2025年1月11日 NRGスタジアム                          | 2                                              | 1月18日 アローヘッド・スタジアム | 1月18日 アローヘッド・スタジアム | 1月18日 アローヘッド・スタジアム | ビルズ                         | 29       |    |                                  |                                  |                                  |  |  | 2月9日 シーザーズ・スーパードーム | 2月9日 シーザーズ・スーパードーム | 2月9日 シーザーズ・スーパードーム |
|  | 2025年1月11日 NRGスタジアム                          | 2025年1月11日 NRGスタジアム                          | 2025年1月11日 NRGスタジアム                          |                                                | 1月18日 アローヘッド・スタジアム | 1月18日 アローヘッド・スタジアム | 1月18日 アローヘッド・スタジアム | 1                              | チーフス | 32 |                                  |                                  |                                  |  |  | 2月9日 シーザーズ・スーパードーム | 2月9日 シーザーズ・スーパードーム | 2月9日 シーザーズ・スーパードーム |
|  | 2025年1月11日 NRGスタジアム                          | 2025年1月11日 NRGスタジアム                          | 2025年1月11日 NRGスタジアム                          |                                                | 1月18日 アローヘッド・スタジアム | 1月18日 アローヘッド・スタジアム | 1月18日 アローヘッド・スタジアム | 1                              | チーフス | 32 |                                  |                                  |                                  |  |  | 2月9日 シーザーズ・スーパードーム | 2月9日 シーザーズ・スーパードーム | 2月9日 シーザーズ・スーパードーム |
|  | 2025年1月11日 NRGスタジアム                          | 2025年1月11日 NRGスタジアム                          | 2025年1月11日 NRGスタジアム                          | AFCチャンピオンシップ                          | 1月18日 アローヘッド・スタジアム | 1月18日 アローヘッド・スタジアム | 1月18日 アローヘッド・スタジアム |                                |          |    |                                  |                                  |                                  |  |  | 2月9日 シーザーズ・スーパードーム | 2月9日 シーザーズ・スーパードーム | 2月9日 シーザーズ・スーパードーム |
|  | 2025年1月11日 NRGスタジアム                          | 2025年1月11日 NRGスタジアム                          | 2025年1月11日 NRGスタジアム                          |                                                | 1月18日 アローヘッド・スタジアム | 1月18日 アローヘッド・スタジアム | 1月18日 アローヘッド・スタジアム |                                |          |    |                                  |                                  |                                  |  |  | 2月9日 シーザーズ・スーパードーム | 2月9日 シーザーズ・スーパードーム | 2月9日 シーザーズ・スーパードーム |
|  | 2025年1月11日 NRGスタジアム                          | 2025年1月11日 NRGスタジアム                          | 2025年1月11日 NRGスタジアム                          | 1月26日 リンカーン・フィナンシャル・フィールド | 1月18日 アローヘッド・スタジアム | 1月18日 アローヘッド・スタジアム | 1月18日 アローヘッド・スタジアム |                                |          |    |                                  |                                  |                                  |  |  | 2月9日 シーザーズ・スーパードーム | 2月9日 シーザーズ・スーパードーム | 2月9日 シーザーズ・スーパードーム |
|  | 5                                                    | チャージャーズ                                       | 12                                                   |                                                | 1月18日 アローヘッド・スタジアム | 1月18日 アローヘッド・スタジアム | 1月18日 アローヘッド・スタジアム |                                |          |    |                                  |                                  |                                  |  |  | 2月9日 シーザーズ・スーパードーム | 2月9日 シーザーズ・スーパードーム | 2月9日 シーザーズ・スーパードーム |
|  | 5                                                    | チャージャーズ                                       | 12                                                   | 4                                              | テキサンズ                       | 14                               |                                  |                                |          |    |                                  |                                  |                                  |  |  | 2月9日 シーザーズ・スーパードーム | 2月9日 シーザーズ・スーパードーム | 2月9日 シーザーズ・スーパードーム |
|  | 4                                                    | テキサンズ                                           | 32                                                   | 4                                              | テキサンズ                       | 14                               |                                  |                                |          |    |                                  |                                  |                                  |  |  | 2月9日 シーザーズ・スーパードーム | 2月9日 シーザーズ・スーパードーム | 2月9日 シーザーズ・スーパードーム |
|  | 4                                                    | テキサンズ                                           | 32                                                   | 1                                              | チーフス                         | 23                               |                                  |                                |          |    |                                  |                                  |                                  |  |  | 2月9日 シーザーズ・スーパードーム | 2月9日 シーザーズ・スーパードーム | 2月9日 シーザーズ・スーパードーム |
|  | 2025年1月12日 レイモンド・ジェームス・スタジアム     |                                                      |                                                      | 1                                              | チーフス                         | 23                               |                                  |                                |          |    |                                  |                                  |                                  |  |  | 2月9日 シーザーズ・スーパードーム | 2月9日 シーザーズ・スーパードーム | 2月9日 シーザーズ・スーパードーム |
|  | 1月18日 フォード・フィールド                         |                                                      |                                                      |                                                |                                  |                                  |                                  |                                |          |    |                                  |                                  |                                  |  |  | 2月9日 シーザーズ・スーパードーム | 2月9日 シーザーズ・スーパードーム | 2月9日 シーザーズ・スーパードーム |
|  |                                                      |                                                      |                                                      |                                                |                                  |                                  |                                  |                                |          |    |                                  |                                  |                                  |  |  | 2月9日 シーザーズ・スーパードーム | 2月9日 シーザーズ・スーパードーム | 2月9日 シーザーズ・スーパードーム |
|  |                                                      |                                                      |                                                      |                                                |                                  |                                  |                                  |                                |          |    |                                  |                                  |                                  |  |  | 2月9日 シーザーズ・スーパードーム | 2月9日 シーザーズ・スーパードーム | 2月9日 シーザーズ・スーパードーム |
|  |                                                      |                                                      |                                                      |                                                |                                  |                                  |                                  |                                |          |    |                                  |                                  |                                  |  |  | 2月9日 シーザーズ・スーパードーム | 2月9日 シーザーズ・スーパードーム | 2月9日 シーザーズ・スーパードーム |
|  | A1                                                   | チーフス                                             | 22                                                   |                                                |                                  |                                  |                                  |                                |          |    |                                  |                                  |                                  |  |  |                                   |                                   |                                   |
|  | A1                                                   | チーフス                                             | 22                                                   |                                                |                                  |                                  |                                  |                                |          |    |                                  |                                  |                                  |  |  |                                   |                                   |                                   |
|  |                                                      | N2                                                   | イーグルス                                           | 40                                             |                                  |                                  |                                  |                                |          |    |                                  |                                  |                                  |  |  |                                   |                                   |                                   |
|  |                                                      | N2                                                   | イーグルス                                           | 40                                             |                                  |                                  |                                  |                                |          |    |                                  |                                  |                                  |  |  |                                   |                                   |                                   |
|  | 第59回スーパーボウル                                 |                                                      |                                                      |                                                |                                  |                                  |                                  |                                |          |    |                                  |                                  |                                  |  |  |                                   |                                   |                                   |
|  |                                                      |                                                      |                                                      |                                                |                                  |                                  |                                  |                                |          |    |                                  |                                  |                                  |  |  |                                   |                                   |                                   |
|  |                                                      |                                                      |                                                      |                                                |                                  |                                  |                                  |                                |          |    |                                  |                                  |                                  |  |  |                                   |                                   |                                   |
|  | 6                                                    | コマンダース                                         | 23                                                   |                                                |                                  |                                  |                                  |                                |          |    |                                  |                                  |                                  |  |  |                                   |                                   |                                   |
|  | 6                                                    | コマンダース                                         | 23                                                   | 6                                              | コマンダース                     | 45                               |                                  |                                |          |    |                                  |                                  |                                  |  |  |                                   |                                   |                                   |
|  | 3                                                    | バッカニアーズ                                       | 20                                                   | 6                                              | コマンダース                     | 45                               |                                  |                                |          |    |                                  |                                  |                                  |  |  |                                   |                                   |                                   |
|  | 3                                                    | バッカニアーズ                                       | 20                                                   | 1                                              | ライオンズ                       | 31                               |                                  |                                |          |    |                                  |                                  |                                  |  |  |                                   |                                   |                                   |
|  | 2025年1月13日 ステートファーム・スタジアム           |                                                      |                                                      | 1                                              | ライオンズ                       | 31                               |                                  |                                |          |    |                                  |                                  |                                  |  |  |                                   |                                   |                                   |
|  | NFC                                                  |                                                      |                                                      |                                                |                                  |                                  |                                  |                                |          |    |                                  |                                  |                                  |  |  |                                   |                                   |                                   |
|  |                                                      |                                                      |                                                      |                                                |                                  |                                  |                                  |                                |          |    |                                  |                                  |                                  |  |  |                                   |                                   |                                   |
|  | 1月19日 リンカーン・フィナンシャル・フィールド       |                                                      |                                                      |                                                |                                  |                                  |                                  |                                |          |    |                                  |                                  |                                  |  |  |                                   |                                   |                                   |
|  |                                                      |                                                      |                                                      |                                                |                                  |                                  |                                  |                                |          |    |                                  |                                  |                                  |  |  |                                   |                                   |                                   |
|  | 6                                                    | コマンダース                                         | 23                                                   |                                                |                                  |                                  |                                  |                                |          |    |                                  |                                  |                                  |  |  |                                   |                                   |                                   |
|  | 6                                                    | コマンダース                                         | 23                                                   |                                                |                                  |                                  |                                  |                                |          |    |                                  |                                  |                                  |  |  |                                   |                                   |                                   |
|  |                                                      | 2                                                    | イーグルス                                           | 55                                             |                                  |                                  |                                  |                                |          |    |                                  |                                  |                                  |  |  |                                   |                                   |                                   |
|  |                                                      | 2                                                    | イーグルス                                           | 55                                             |                                  |                                  |                                  |                                |          |    |                                  |                                  |                                  |  |  |                                   |                                   |                                   |
|  | 5                                                    | バイキングス                                         | 9                                                    | NFCチャンピオンシップ                          | NFCチャンピオンシップ            | NFCチャンピオンシップ            |                                  |                                |          |    |                                  |                                  |                                  |  |  |                                   |                                   |                                   |
|  | 5                                                    | バイキングス                                         | 9                                                    | NFCチャンピオンシップ                          | NFCチャンピオンシップ            | NFCチャンピオンシップ            |                                  |                                |          |    |                                  |                                  |                                  |  |  |                                   |                                   |                                   |
|  | 4                                                    | ラムズ                                               | 27                                                   |                                                |                                  |                                  |                                  |                                |          |    |                                  |                                  |                                  |  |  |                                   |                                   |                                   |
|  | 4                                                    | ラムズ                                               | 27                                                   |                                                |                                  |                                  |                                  |                                |          |    |                                  |                                  |                                  |  |  |                                   |                                   |                                   |
|  | 2025年1月12日 リンカーン・フィナンシャル・フィールド | 2025年1月12日 リンカーン・フィナンシャル・フィールド | 2025年1月12日 リンカーン・フィナンシャル・フィールド | 4                                              | ラムズ                           | 22                               |                                  |                                |          |    |                                  |                                  |                                  |  |  |                                   |                                   |                                   |
|  | 2025年1月12日 リンカーン・フィナンシャル・フィールド | 2025年1月12日 リンカーン・フィナンシャル・フィールド | 2025年1月12日 リンカーン・フィナンシャル・フィールド | 4                                              | ラムズ                           | 22                               |                                  |                                |          |    |                                  |                                  |                                  |  |  |                                   |                                   |                                   |
|  | 2025年1月12日 リンカーン・フィナンシャル・フィールド | 2025年1月12日 リンカーン・フィナンシャル・フィールド | 2025年1月12日 リンカーン・フィナンシャル・フィールド |                                                | 2                                | イーグルス                       | 28                               |                                |          |    |                                  |                                  |                                  |  |  |                                   |                                   |                                   |
|  | 2025年1月12日 リンカーン・フィナンシャル・フィールド | 2025年1月12日 リンカーン・フィナンシャル・フィールド | 2025年1月12日 リンカーン・フィナンシャル・フィールド |                                                | 2                                | イーグルス                       | 28                               |                                |          |    |                                  |                                  |                                  |  |  |                                   |                                   |                                   |
|  | 7                                                    | パッカーズ                                           | 10                                                   |                                                |                                  |                                  |                                  |                                |          |    |                                  |                                  |                                  |  |  |                                   |                                   |                                   |
|  | 7                                                    | パッカーズ                                           | 10                                                   |                                                |                                  |                                  |                                  |                                |          |    |                                  |                                  |                                  |  |  |                                   |                                   |                                   |
|  | 2                                                    | イーグルス                                           | 22                                                   |                                                |                                  |                                  |                                  |                                |          |    |                                  |                                  |                                  |  |  |                                   |                                   |                                   |
|  | 2                                                    | イーグルス                                           | 22                                                   |                                                |                                  |                                  |                                  |                                |          |    |                                  |                                  |                                  |  |  |                                   |                                   |                                   |

## 成績

### レギュラーシーズン

#### AFC南地区
- HOU:ヒューストン・テキサンズ、IND:インディアナポリス・コルツ、JAX:ジャクソンビル・ジャガーズ、TEN:テネシー・タイタンズ
- 数字：シード順
- v：スーパーボウル優勝
- s：スーパーボウル敗退
- c：カンファレンス決勝敗退
- d：ディビジョナルプレーオフ敗退
- w：ワイルドカードプレーオフ敗退
- 年表示の背景色が変わっている年はチームがスーパーボウルを制覇した年

| 年度 | 地区優勝 | 地区優勝 | 地区優勝 | 地区優勝 | 2位     | 2位 | 2位 | 2位 | 3位     | 3位 | 3位 | 3位 | 4位    | 4位 | 4位 | 4位 |
| 年度 | チーム   | 勝       | 負       | 分       | チーム  | 勝  | 負  | 分  | チーム  | 勝  | 負  | 分  | チーム | 勝  | 負  | 分  |
| ---- | -------- | -------- | -------- | -------- | ------- | --- | --- | --- | ------- | --- | --- | --- | ------ | --- | --- | --- |
| 2024 | HOU(4d)  | 10       | 7        | 0        | IND     | 8   | 9   | 0   | JAX     | 4   | 13  | 0   | TEN    | 3   | 14  | 0   |
| 2023 | HOU(4d)  | 10       | 7        | 0        | JAX     | 9   | 8   | 0   | IND     | 9   | 8   | 0   | TEN    | 6   | 11  | 0   |
| 2022 | JAX(4d)  | 9        | 8        | 0        | TEN     | 7   | 10  | 0   | IND     | 4   | 12  | 1   | HOU    | 3   | 13  | 1   |
| 2021 | TEN(1d)  | 12       | 5        | 0        | IND     | 9   | 8   | 0   | HOU     | 4   | 13  | 0   | JAX    | 3   | 14  | 0   |
| 2020 | TEN(4w)  | 11       | 5        | 0        | IND(7w) | 11  | 5   | 0   | HOU     | 4   | 12  | 0   | JAX    | 1   | 15  | 0   |
| 2019 | HOU(4d)  | 10       | 6        | 0        | TEN(6c) | 9   | 7   | 0   | IND     | 7   | 9   | 0   | JAX    | 6   | 10  | 0   |
| 2018 | HOU(3w)  | 11       | 5        | 0        | IND(6d) | 10  | 6   | 0   | TEN     | 9   | 7   | 0   | JAX    | 5   | 11  | 0   |
| 2017 | JAX(3c)  | 10       | 6        | 0        | TEN(5d) | 9   | 7   | 0   | IND     | 4   | 12  | 0   | HOU    | 4   | 12  | 0   |
| 2016 | HOU(4d)  | 9        | 7        | 0        | TEN     | 9   | 7   | 0   | IND     | 8   | 8   | 0   | JAX    | 3   | 13  | 0   |
| 2015 | HOU(4w)  | 9        | 7        | 0        | IND     | 8   | 8   | 0   | JAX     | 5   | 11  | 0   | TEN    | 3   | 13  | 0   |
| 2014 | IND(4c)  | 11       | 5        | 0        | HOU     | 9   | 7   | 0   | JAX     | 3   | 13  | 0   | TEN    | 2   | 14  | 0   |
| 2013 | IND(4d)  | 11       | 5        | 0        | TEN     | 7   | 9   | 0   | JAX     | 4   | 12  | 0   | HOU    | 2   | 14  | 0   |
| 2012 | HOU(3d)  | 12       | 4        | 0        | IND(5w) | 11  | 5   | 0   | TEN     | 6   | 10  | 0   | JAX    | 2   | 14  | 0   |
| 2011 | HOU(3d)  | 10       | 6        | 0        | TEN     | 9   | 7   | 0   | JAX     | 5   | 11  | 0   | IND    | 2   | 14  | 0   |
| 2010 | IND(3w)  | 10       | 6        | 0        | JAX     | 8   | 8   | 0   | HOU     | 6   | 10  | 0   | TEN    | 6   | 10  | 0   |
| 2009 | IND(1s)  | 14       | 2        | 0        | HOU     | 9   | 7   | 0   | TEN     | 8   | 8   | 0   | JAX    | 7   | 9   | 0   |
| 2008 | TEN(1d)  | 13       | 3        | 0        | IND(5w) | 12  | 4   | 0   | HOU     | 8   | 8   | 0   | JAX    | 5   | 11  | 0   |
| 2007 | IND(2d)  | 13       | 3        | 0        | JAX(5d) | 11  | 5   | 0   | TEN(6w) | 10  | 6   | 0   | HOU    | 8   | 8   | 0   |
| 2006 | IND(3v)  | 12       | 4        | 0        | TEN     | 8   | 8   | 0   | JAX     | 8   | 8   | 0   | HOU    | 6   | 10  | 0   |
| 2005 | IND(1d)  | 14       | 2        | 0        | JAX(5w) | 12  | 4   | 0   | TEN     | 4   | 12  | 0   | HOU    | 2   | 14  | 0   |
| 2004 | IND(3d)  | 12       | 4        | 0        | JAX     | 9   | 7   | 0   | HOU     | 7   | 9   | 0   | TEN    | 7   | 9   | 0   |
| 2003 | IND(3c)  | 12       | 4        | 0        | TEN(5d) | 12  | 4   | 0   | JAX     | 5   | 11  | 0   | HOU    | 5   | 11  | 0   |
| 2002 | TEN(2c)  | 11       | 5        | 0        | IND(5w) | 10  | 6   | 0   | JAX     | 6   | 10  | 0   | HOU    | 4   | 12  | 0   |

#### AFC中地区
- BAL:ボルチモア・レイブンズ、CIN:シンシナティ・ベンガルズ、CLE:クリーブランド・ブラウンズ、PIT:ピッツバーグ・スティーラーズ、HOU→TEN：ヒューストン・オイラーズ→テネシー・オイラーズ→テネシー・タイタンズ、JAX：ジャクソンビル・ジャガーズ
- 括弧内の数字はプレイオフ出場時のシード順、文字はv：スーパーボウル優勝、s：スーパーボウル敗退・カンファレンス優勝、c：カンファレンス決勝敗退、d：ディビジョナルプレーオフ敗退、w：ワイルドカードプレイオフ敗退。

| 年度 | 地区優勝 | 地区優勝 | 地区優勝 | 地区優勝 | 2位     | 2位 | 2位 | 2位 | 3位    | 3位 | 3位 | 3位 | 4位    | 4位 | 4位 | 4位 | 5位    | 5位 | 5位 | 5位 | 6位    | 6位 | 6位 | 6位 |
| 年度 | チーム   | 勝       | 負       | 分       | チーム  | 勝  | 負  | 分  | チーム | 勝  | 負  | 分  | チーム | 勝  | 負  | 分  | チーム | 勝  | 負  | 分  | チーム | 勝  | 負  | 分  |
| ---- | -------- | -------- | -------- | -------- | ------- | --- | --- | --- | ------ | --- | --- | --- | ------ | --- | --- | --- | ------ | --- | --- | --- | ------ | --- | --- | --- |
| 2001 | PIT(1c)  | 13       | 3        | 0        | BAL(5d) | 10  | 6   | 0   | CLE    | 7   | 9   | 0   | TEN    | 7   | 9   | 0   | JAX    | 6   | 10  | 0   | CIN    | 6   | 10  | 0   |
| 2000 | TEN(1d)  | 13       | 3        | 0        | BAL(4v) | 12  | 4   | 0   | PIT    | 9   | 7   | 0   | JAX    | 7   | 9   | 0   | CIN    | 4   | 12  | 0   | CLE    | 3   | 13  | 0   |
| 1999 | JAX(1c)  | 14       | 2        | 0        | TEN(4s) | 13  | 3   | 0   | BAL    | 8   | 8   | 0   | PIT    | 6   | 10  | 0   | CIN    | 4   | 12  | 0   | CLE    | 2   | 14  | 0   |
| 1998 | JAX(3d)  | 11       | 5        | 0        | TEN     | 8   | 8   | 0   | PIT    | 7   | 9   | 0   | BAL    | 6   | 10  | 0   | CIN    | 3   | 13  | 0   |        |     |     |     |
| 1997 | PIT(2c)  | 11       | 5        | 0        | JAX(5w) | 11  | 5   | 0   | TEN    | 8   | 8   | 0   | CIN    | 7   | 9   | 0   | BAL    | 6   | 9   | 1   |        |     |     |     |
| 1996 | PIT(3d)  | 10       | 6        | 0        | JAX(5c) | 9   | 7   | 0   | CIN    | 8   | 8   | 0   | HOU    | 8   | 8   | 0   | BAL    | 4   | 12  | 0   |        |     |     |     |
| 1995 | PIT(2s)  | 11       | 5        | 0        | CIN     | 7   | 9   | 0   | HOU    | 7   | 9   | 0   | CLE    | 5   | 11  | 0   | JAX    | 4   | 12  | 0   |        |     |     |     |

## 主な選手

### 永久欠番
- 71 トニー・ボセリ（Tony Boselli）、OT

永久欠番ではないものの、以下の背番号は選手の栄誉を讃え、使用されていない。
- 8 マーク・ブルネル（Mark Brunell）、QB
- 28 フレッド・テイラー（Fred Taylor）、RB
- 82 ジミー・スミス（Jimmy Smith）、WR

### プライド・オブ・ザ・ジャガーズ
2006年7月に開催されたコンテストにより「プライド・オブ・ザ・ジャガーズ」が選出。以後、チーム独自の表彰として継続されている。
| プライド・オブ・ザ・ジャガーズ 一覧 |                                            |                             |            |           |      |
| 背番号                              | 選手                                       | 選手                        | ポジション | 在籍期間  | 選出 |
| 71                                  | トニー・ボセリ                             | Tony Boselli                | OT         | 1995–2001 | 2006 |
| -                                   | ウェイン・ウィーバー デロレス・ウィーバー* | Wayne Weaver Delores Weaver | オーナー   | 1993–2011 | 2012 |
| 28                                  | フレッド・テイラー                         | Fred Taylor                 | RB         | 1998–2008 | 2012 |
| 8                                   | マーク・ブルネル                           | Mark Brunell                | QB         | 1995–2003 | 2013 |
| 82                                  | ジミー・スミス                             | Jimmy Smith                 | WR         | 1995-2005 | 2016 |

*ウェインの妻。夫婦同時に選出された。

## 歴代ヘッドコーチ
- トム・コフリン (1995-2002)
- ジャック・デルリオ (2003-2011)
- メル・タッカー (暫定) (2011)
- マイク・ムラーキー (2012)
- ガス・ブラッドリー (2013-2016)
- ダグ・マローン (2016-2020)
- アーバン・マイヤー (2021)
- ダレル・ベベル (暫定) (2021)
- ダグ・ピーダーソン　(2022-2024)
- リアム・コーエン (2025-)

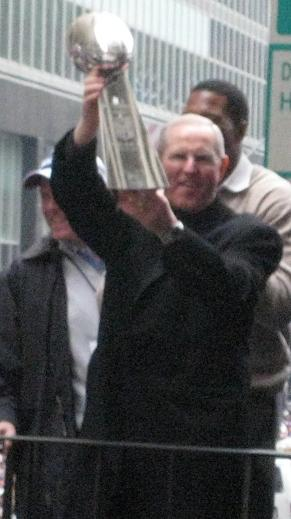
トム・コフリン
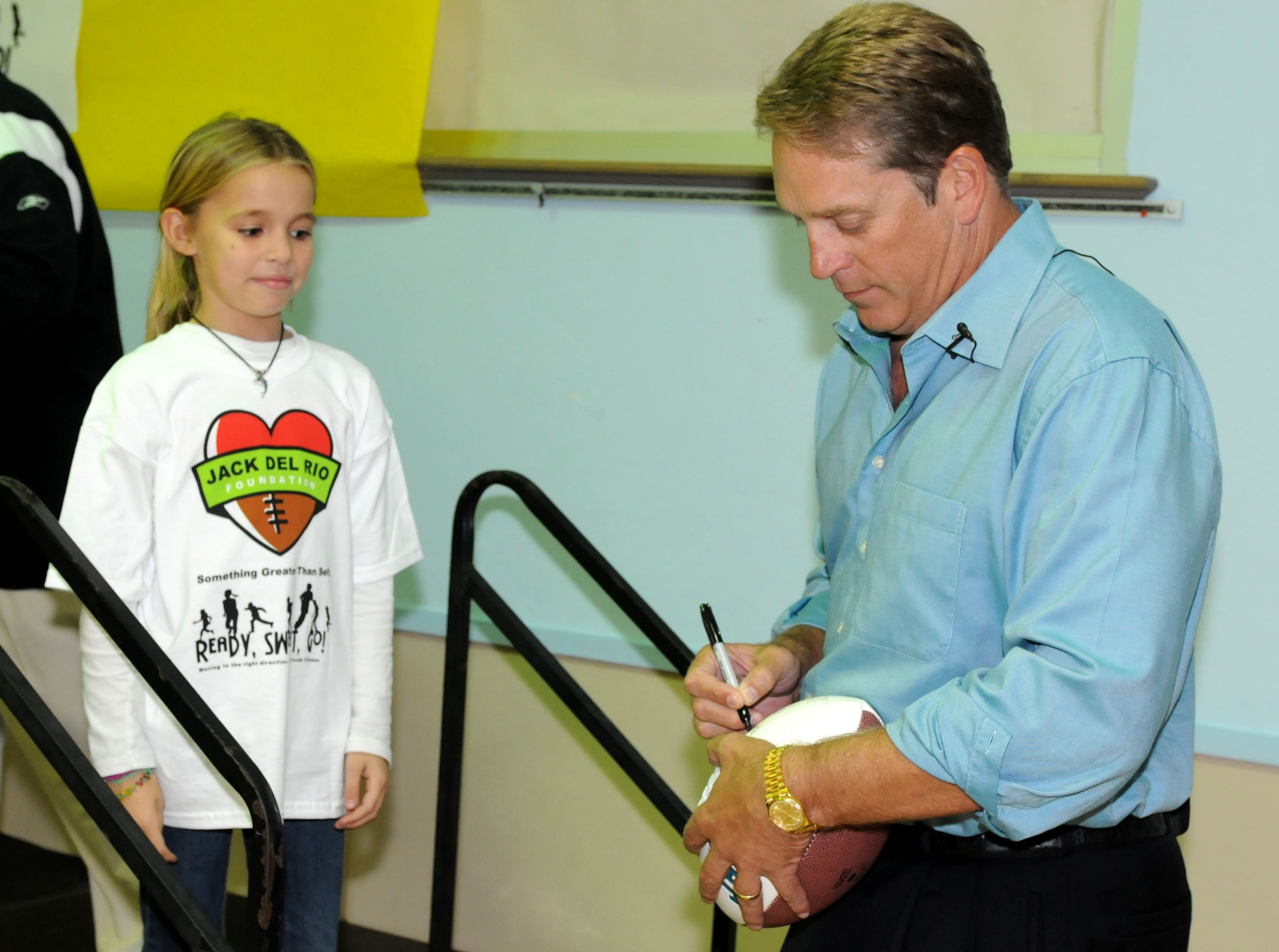
ジャック・デルリオ